# Ilburg
Die Ilburg sind heute die Reste einer Höhenburg bei 300 m ü. NN auf einem Berg bei Ilfeld im nördlichen Teil der Gemeinde Harztor im Landkreis Nordhausen. Von der hochmittelalterlichen Anlage sind heute nur noch geringe, meist völlig überwucherte Mauer- und Fundamentsreste vorhanden.

## Geschichte
Nach der örtlichen Überlieferung war die Burg um 1150 von Elgerus de Bilstein erbaut worden, der sich in der Folge Graf von Ilfeld nannte. Sein Nachfolger, Adelger von Ilfeld, vermählte sich um 1162 mit Lutrude von Hohnstein. Dieses Paar begründete die Grafendynastie von Hohnstein.
Etwa um 1180 verlagerte er als Elger II. seinen Wohnsitz auf die benachbarte Burg Hohnstein. Die kleinere Ilburg – wohl militärisch und auch als standesgemäßer Wohnsitz bedeutungslos geworden – wurde um 1189 aufgegeben. Ihre Steine fanden später beim Bau des von den Hohnsteinschen Grafen begründeten Kloster Ilfeld  neue Verwendung.

## Bauliches
Die auf einem steil über den Ort aufragenden Bergkegel errichtete Burg bestand aus der von einem runden Bergfried gesicherten Hauptburg und einer vermutlich mit Wirtschaftsgebäuden angefüllten Vorburg. In dem erhöht gelegenen und von einer rechteckigen Mauer umschlossenen Burghof der Hauptburg, von etwa rechteckiger Gestalt, war nur wenig Raum für Wohngebäude bemessen. Auch die nur nördlich und westlich anbindende Vorburg, welche an der Westecke einen weiteren Rundturm besaß, war vollständig von einer Wehrmauer und dem noch heute erkennbaren, vorgelagerten Ringgraben gesichert.
Der Zugang zur Burg erfolgte über eine im Nordosten vermutete Toranlage.